# Josip Benedek
Josip Benedek, slovenski učitelj, * 23. marec 1848, Mavčiče, † 4. junij 1931, Ljubljana.
Rodil se je očetu Francu in materi Elizabeti (roj. Potočnik).
Po končanem učiteljišču je služboval v raznih krajih in se istočasno uspešno ukvarjal s sadjarstvom. Leta 1874 se je kot nadučitelj preselil v Planino, kjer je 1888 ustanovil gasilsko društvo, oživil Čitalnico ter ustanovil za vso dolino tudi Kmetijsko podružnico, kateri je načeloval do odhoda 1911. Brezplačno je razdeljeval sadno drevje, vpeljal govedo simendolske pasme ter nabavil podružnici razno kmetijsko orodje. 